# IC 5154
IC 5154 — галактика типу I (нерегулярна галактика) у сузір'ї Індіанець.
Цей об'єкт міститься в оригінальній редакції індексного каталогу.